# مارغريت هرمان
مارغريت هرمان (بالإنجليزية: Margaret Hermann)‏ هي عالمة نفس أمريكية، ولدت في 11 يوليو 1938.